# James Horan (đức ông)
James Horan (4 tháng 5 năm 1911 – 1 tháng 8 năm 1986) là một đức ông người Ireland của Giáo hội Công giáo và là linh mục chính xứ Đền Thánh Knock từ năm 1967 đến khi ông qua đời. Ông được biết đến cách rộng rãi là người có công lao vận động cho việc xây dựng Sân bay Ireland West tại Knock, kiến thiết Vương cung thánh đường Knock và là người đã mời Giáo hoàng Ioannes Paulus II đến thăm Đền Thánh Knock vào năm 1979.